# Hague (Dakota del Norte)
Hague es una ciudad ubicada en el condado de Emmons en el estado estadounidense de Dakota del Norte. En el censo de 2010 tenía una población de 71 habitantes y una densidad poblacional de 100,41 personas por km².

## Geografía
Hague se encuentra ubicada en las coordenadas 46°1′44″N 99°59′56″O / 46.02889, -99.99889. Según la Oficina del Censo de los Estados Unidos, Hague tiene una superficie total de 0.71 km², de la cual 0.71 km² corresponden a tierra firme y (0%) 0 km² es agua.

## Demografía
Según el censo de 2010, había 71 personas residiendo en Hague. La densidad de población era de 100,41 hab./km². De los 71 habitantes, Hague estaba compuesto por el 100% blancos, el 0% eran afroamericanos, el 0% eran amerindios, el 0% eran asiáticos, el 0% eran isleños del Pacífico, el 0% eran de otras razas y el 0% pertenecían a dos o más razas. Del total de la población el 1.41% eran hispanos o latinos de cualquier raza.